# Lasson (Calvados)
Pour les articles homonymes, voir Lasson.
Lasson est une ancienne commune française, située dans le département du Calvados en région Normandie, devenue le 1er janvier 2016 une commune déléguée au sein de la commune nouvelle de Rots.
Elle est peuplée de 661 habitants.

## Géographie
La commune est à l'est du Bessin, dans la vallée de la Mue. Jouxtant le bourg de Rosel au sud-ouest, dont il est séparé par la rivière, son bourg est à 10 km au nord-ouest de Caen, à 13 km au sud-ouest de Douvres-la-Délivrande et à 21 km à l'est de Bayeux.
| Le Fresne-Camilly                           | Thaon                    | Cairon |
| Secqueville-en-Bessin (comm. nouv. de Rots) | Lasson                   | Rosel  |
| Rots (propre territoire)                    | Rots (propre territoire) | Rosel  |

## Toponymie
Lasson, Lachon en 1195, Laçon en 1202 : le toponyme serait issu de l'anthroponyme roman Lascius.
Le gentilé est Lassonnais.

## Histoire
La commune est libérée le 11 juin 1944 peu après le débarquement par des soldats canadiens de la 3e division d'infanterie.
Le 1er janvier 2016, Lasson intègre avec deux autres communes la commune de Rots créée sous le régime juridique des communes nouvelles instauré par la loi no 2010-1563 du 16 décembre 2010 de réforme des collectivités territoriales. Les communes de Lasson, Rots et Secqueville-en-Bessin deviennent des communes déléguées et Rots est le chef-lieu de la commune nouvelle qui porte son nom.

## Politique et administration

### Liste des maires
Le conseil municipal était composé de quinze membres dont le maire et trois adjoints. Ces conseillers intègrent au complet le conseil municipal de Rots le 1er janvier 2016 jusqu'en 2020 et Michel Bourguignon devient maire délégué. Il est élu maire de la commune nouvelle en mai 2020 et Franco Duriatti le remplace alors en tant que maire délégué.

### Liste des maires délégués
| Période          | Période                     | Identité                 | Étiquette | Qualité                 |
| ---------------- | --------------------------- | ------------------------ | --------- | ----------------------- |
| 4 janvier 2016   | 28 mai 2020                 | Michel Bourguignon       | SE        | Cadre Nestlé            |
| 28 mai 2020      | 8 novembre 2021 (démission) | Franco Duriatti          | SE        | Cadre bancaire retraité |
| 15 décembre 2021 | En cours                    | Dorothée Pitois-Blesteau | SE        | Gérante d’entreprise    |

## Démographie
En 2022, la commune comptait 661 habitants. Depuis 2004, les enquêtes de recensement dans les communes de moins de 10 000 habitants ont lieu tous les cinq ans (en 2004, 2009, 2014, etc. pour Lasson) et les chiffres de population municipale légale des autres années sont des estimations.
Lasson a compté jusqu'à 500 habitants en 1806.
| 1793 | 1800 | 1806 | 1821 | 1831 | 1836 | 1841 | 1846 | 1851 |
| ---- | ---- | ---- | ---- | ---- | ---- | ---- | ---- | ---- |
| 460  | 466  | 500  | 472  | 479  | 451  | 408  | 413  | 408  |

| 1856 | 1861 | 1866 | 1872 | 1876 | 1881 | 1886 | 1891 | 1896 |
| ---- | ---- | ---- | ---- | ---- | ---- | ---- | ---- | ---- |
| 423  | 359  | 306  | 307  | 300  | 284  | 257  | 223  | 198  |

| 1901 | 1906 | 1911 | 1921 | 1926 | 1931 | 1936 | 1946 | 1954 |
| ---- | ---- | ---- | ---- | ---- | ---- | ---- | ---- | ---- |
| 207  | 207  | 208  | 150  | 155  | 162  | 162  | 201  | 225  |

| 1962 | 1968 | 1975 | 1982 | 1990 | 1999 | 2004 | 2009 | 2014 |
| ---- | ---- | ---- | ---- | ---- | ---- | ---- | ---- | ---- |
| 211  | 228  | 256  | 331  | 382  | 494  | 470  | 605  | 572  |

| 2018 | - | - | - | - | - | - | - | - |
| ---- | - | - | - | - | - | - | - | - |
| 568  | - | - | - | - | - | - | - | - |

## Lieux et monuments
- Le château de Lasson est de style Renaissance (XVIe) classé aux Monuments historiques[15].
- L'église Saint-Pierre, citée en 1261. Son clocher est inscrit aux Monuments historiques[16]. Elle abrite une statue de saint Pierre du XVe siècle classée à titre d'objet[17].

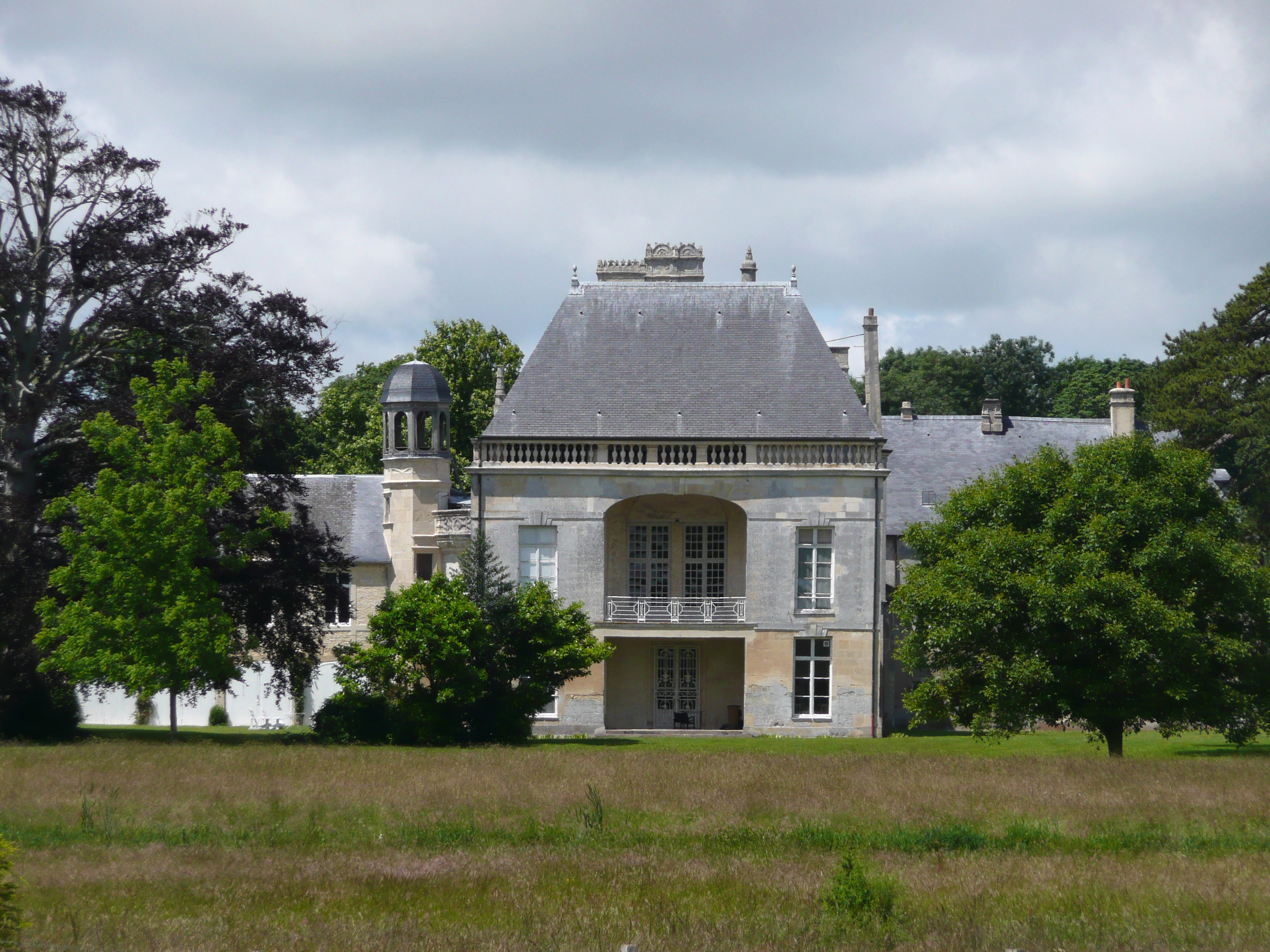
Le château de Lasson, est.
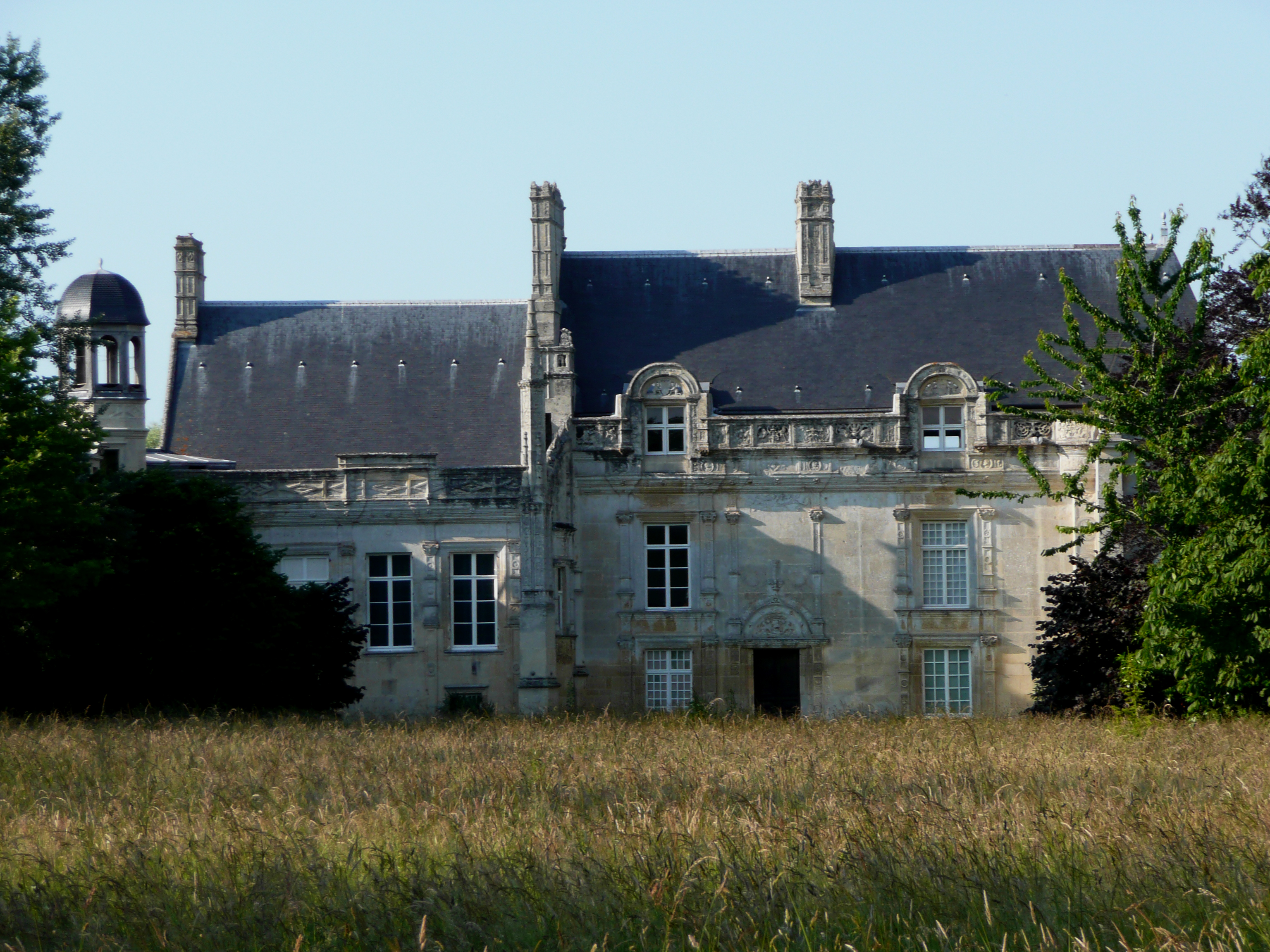
Le château de Lasson, sud.
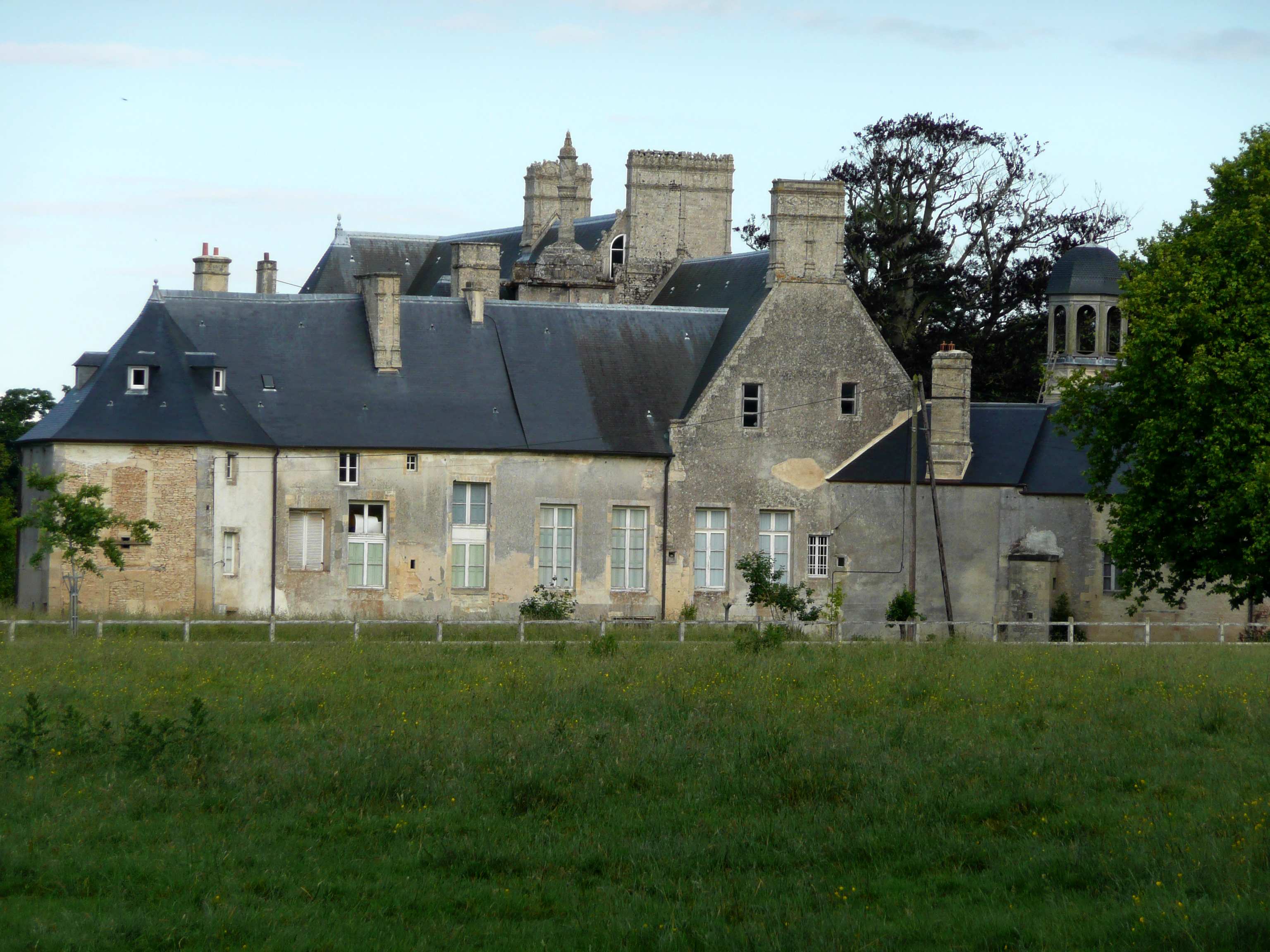
Le château de Lasson, ouest.
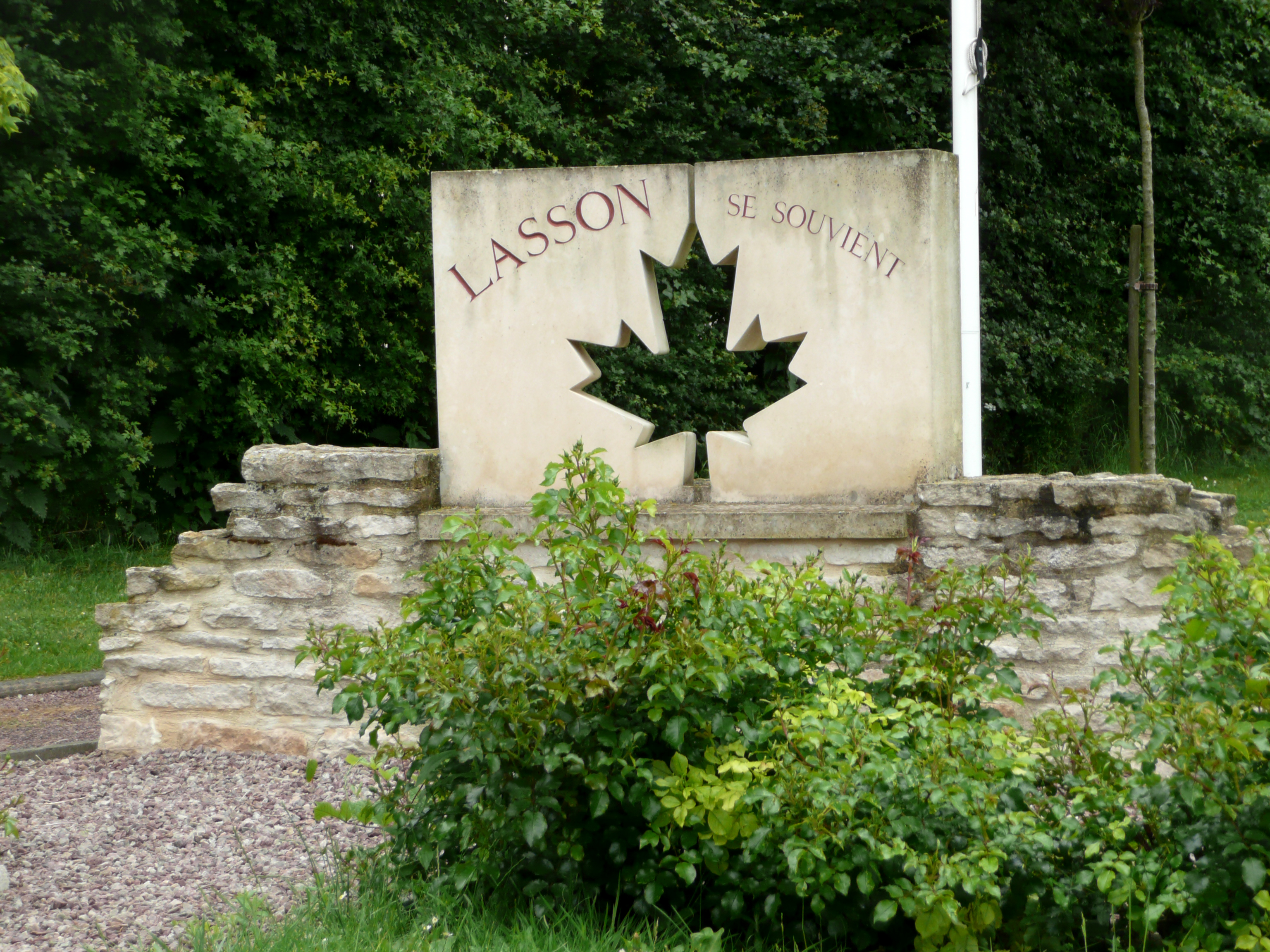
Le monument canadien.
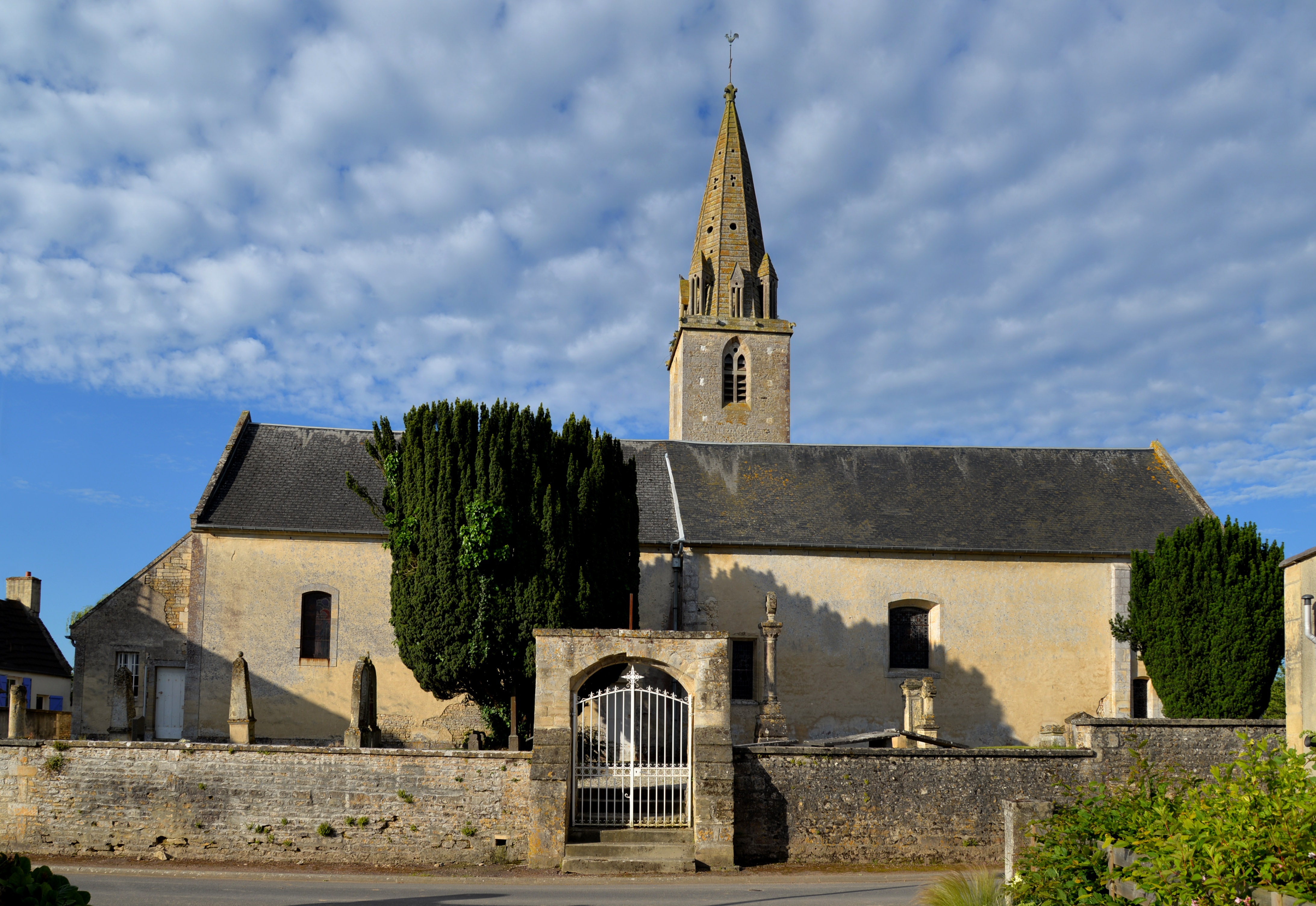
L'église Saint-Pierre, côté nord.
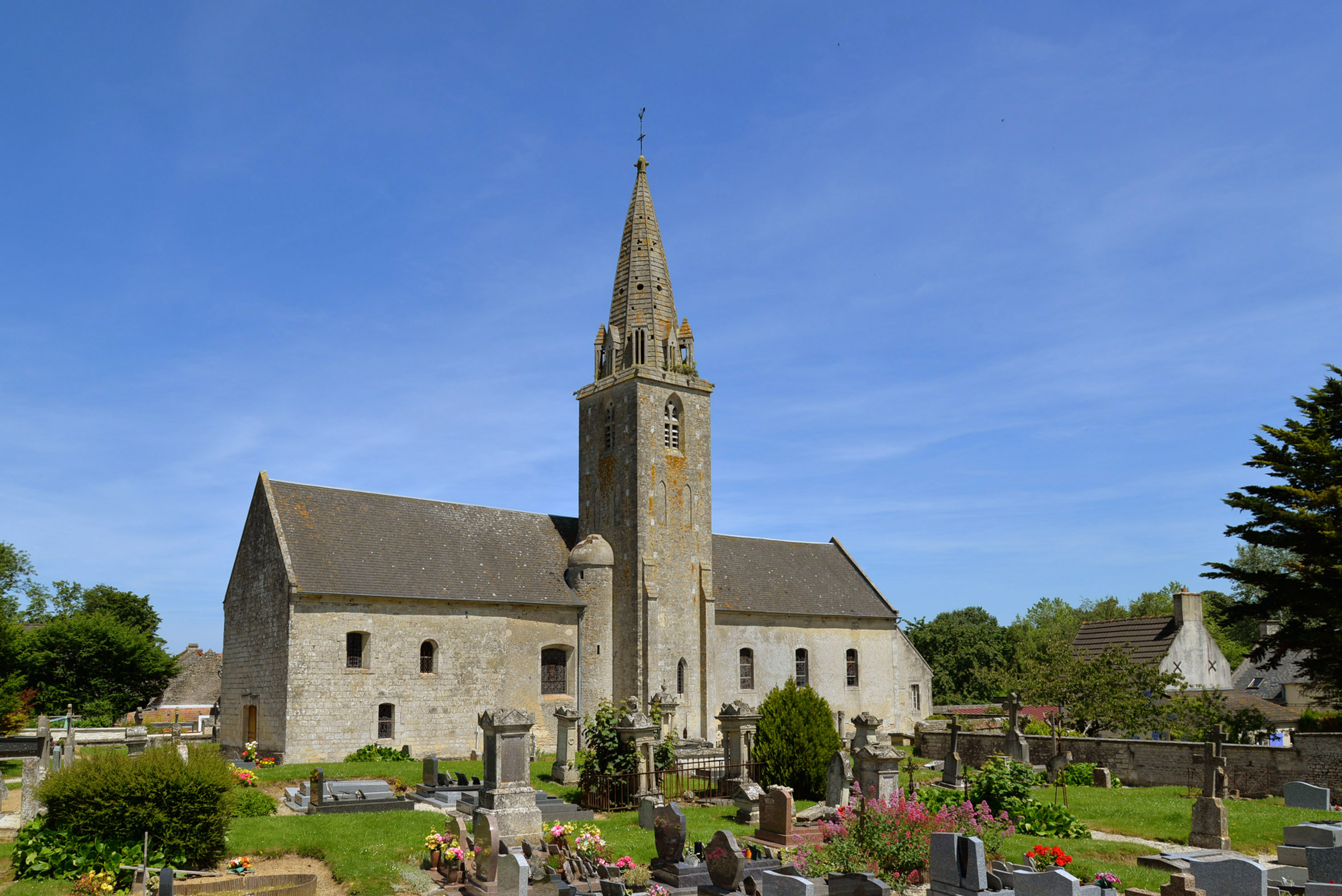
L'église Saint-Pierre, côté sud.

## Activité et manifestations
- Fête de l'été, dernière semaine de juin.
- Les Foulées de la Mue, le 2e dimanche de novembre.

## Personnalités liées à la commune
- Nicolas de Croixmare (1629-1680), seigneur de Lasson, savant écrivain, mathématicien et chimiste.
- Marc-Antoine-Nicolas de Croismare, ami de Diderot lié à la genèse de La Religieuse.